# كيرات ييرالييف
كيرات ييرالييف (مواليد 8 نوفمبر 1990) هو ملاكم كازاخستاني، مثّل بلاده في الألعاب الأولمبية الصيفية 2016.

## روابط خارجية
كيرات ييرالييف على موقع اللجنة الأولمبية الدولية (الإنجليزية)
- كيرات ييرالييف على موقع أوليمبيديا (الإنجليزية)